# Estació d'UIB
L'estació de la UIB (o de la Universitat) és una estació del metro de Palma. En fou anunciada la construcció el 2004 i fou inaugurada el 25 d'abril de 2007. S'hi accedeix de l'exterior a través d'un edifici construït a la part sud del campus de la UIB. Té un primer nivell, a peu de carrer, on se situen les màquines autovenda de bitllets, lavabos i un servei de préstec de bicicletes, el Mou-teB. La zona d'andanes se situa al soterrani, al qual s'accedeix mitjançant escales mecàniques o ascensor. Al soterrani es troba la zona de peatge abans d'entrar a les andanes. Hi ha un autobús gratuït que surt de l'estació i circumval·la cada quart d'hora tot el campus. Amb una previsió inicial d'ús d'un milió de viatges a l'any, atesa la baixa utilització fora dels dies laborables, el 2013 va deixar de prestar servei els diumenges i festius, i dissabtes a partir de les 12:30.